# ایترمو
ایترمو (به لاتین: Itremo) یک منطقهٔ مسکونی در ماداگاسکار است که در Ambatofinandrahana District واقع شده‌است.
 ایترمو  ۷٬۰۰۰ نفر جمعیت دارد و ۱٬۳۴۱ متر بالاتر از سطح دریا واقع شده‌است.